# Francisco Arias de Bobadilla
Francisco Arias de Bobadilla (Torrejón de Velasco, 10 de diciembre de 1537-Madrid, 21 de enero de 1610), IV Conde de Puñonrostro, fue un noble y militar español que desempeñó diversos cargos al servicio de la corona, considerado unos de los Maestre de Campo más prestigiosos de los Tercios.

## Biografía
Fue el segundo hijo del matrimonio formado por Arias Gonzalo Dávila y Ana Girón, nieto por tanto de Juan Arias Dávila, primer Conde de Puñonrostro. Estuvo casado con Hipólita de Leiva y Cardona, hija de Sancho Martínez de Leiva, virrey de Navarra, y su segunda esposa, Hipólita Eril de Cardona. Tuvo únicamente un hijo, Arias Gonzalo Dávila y Eril, nacido en 1598.
Ingresó muy joven en el ejército español, participando en diferentes combates, primero en Flandes donde fue nombrado maestre de campo y más tarde a las órdenes de Álvaro de Bazán en la Batalla de la Isla Terceira (26 de julio de 1582). En 1580 le fue dado el mando del Tercio de Zamora (al que comúnmente se le llamaba Tercio de Bobadilla) y en el año 1585 logró una sonada victoria en la Batalla de Empel. Participó asimismo en el aplastamiento del levantamiento de Aragón (1591). En premio a sus servicios recibió el nombramiento de asistente de la ciudad de Sevilla y Capitán General de Andalucía que ejerció entre 1597 y 1599. Falleció el 20 de enero de 1610 en Madrid.